# Krüselin
Koordinaten: 53° 17′ 24,3″ N, 13° 24′ 1,6″ O
Die Wüstung Krüselin (Name 1393 Truzelin, ab 1422 Krüselin, nach Kühnel = Sandort) ist ein ehemaliges Kirchdorf aus der deutschen Ostkolonisation des 14. Jahrhunderts.

## Lage
Die Wüstung Krüselin liegt etwa zwei Kilometer nordwestlich des Krüselinsees im Landkreis Mecklenburgische Seenplatte in Mecklenburg-Vorpommern.

## Geschichte
Das Dorf Krüselin wurde 1393 erstmals erwähnt. Im Jahre 1440 aufgegeben, erfolgte 1724 der Wiederaufbau als Meierei. 1885 lebten etwa 59 Menschen im Ort. Seit Anfang des 20. Jahrhunderts diente Krüselin als Revierförsterei und beherbergte auch drei Waldarbeitergehöfte. Am 1. April 1937 wurde der Ort nach Mechow eingemeindet. Die deutsche Wehrmacht nutzte am Ende des Zweiten Weltkriegs das Dorf als Versteck vor der Roten Armee. Durch Kampfhandlungen wurde der Ort erneut zerstört.

## Gegenwart
Zu sehen sind heute noch Hausfundamente, ein alter Brunnenschacht aus Felsmauerwerk sowie eine Teichanlage. Auf dem Dorfplatz befindet sich eine Silberlinde mit einem Gedenkstein für den kurz vor Weihnachten 1915 gefallenen Sohn der Försterfamilie Knebusch.

## Ansichten

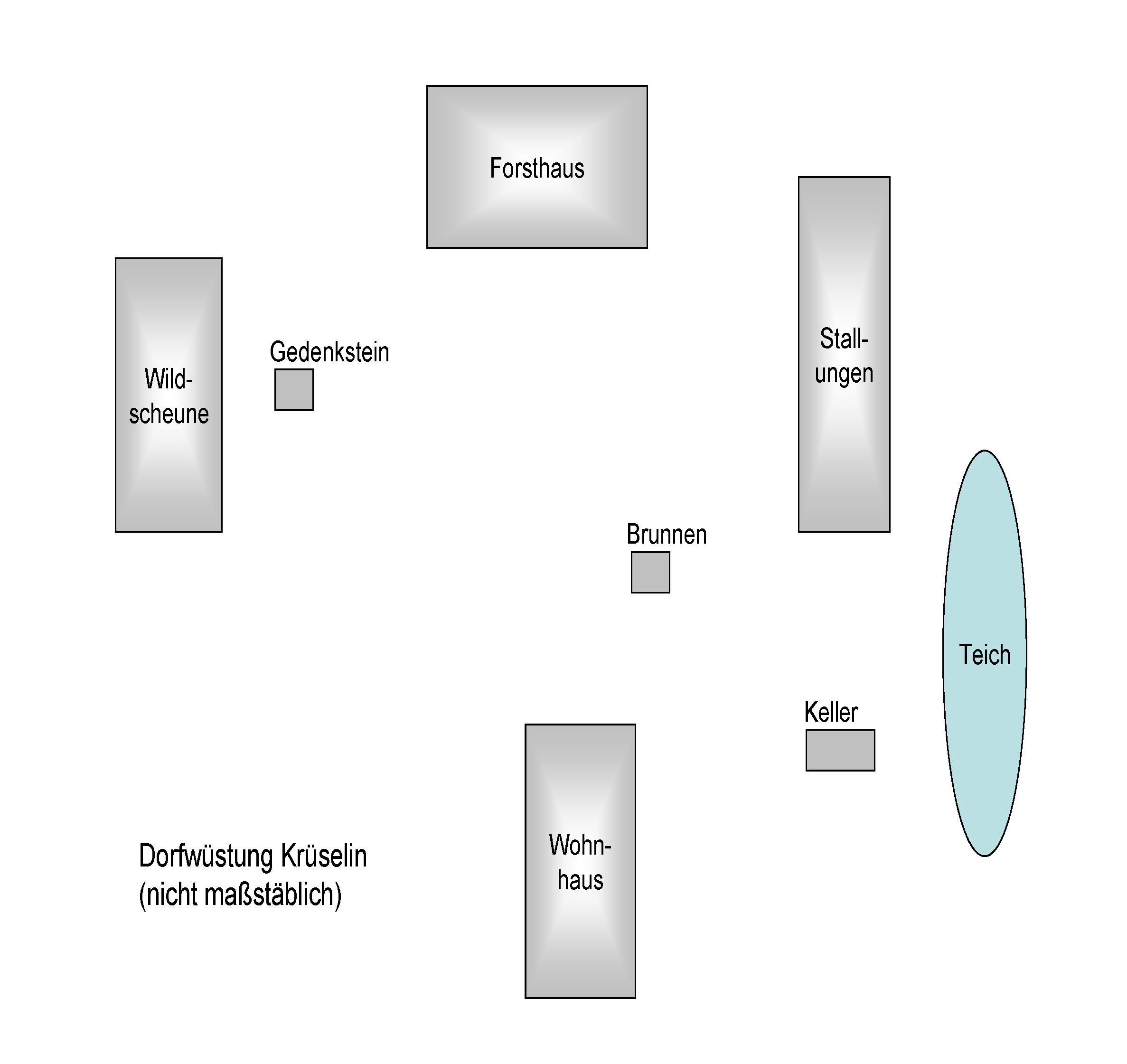
Lageplan der Wüstung
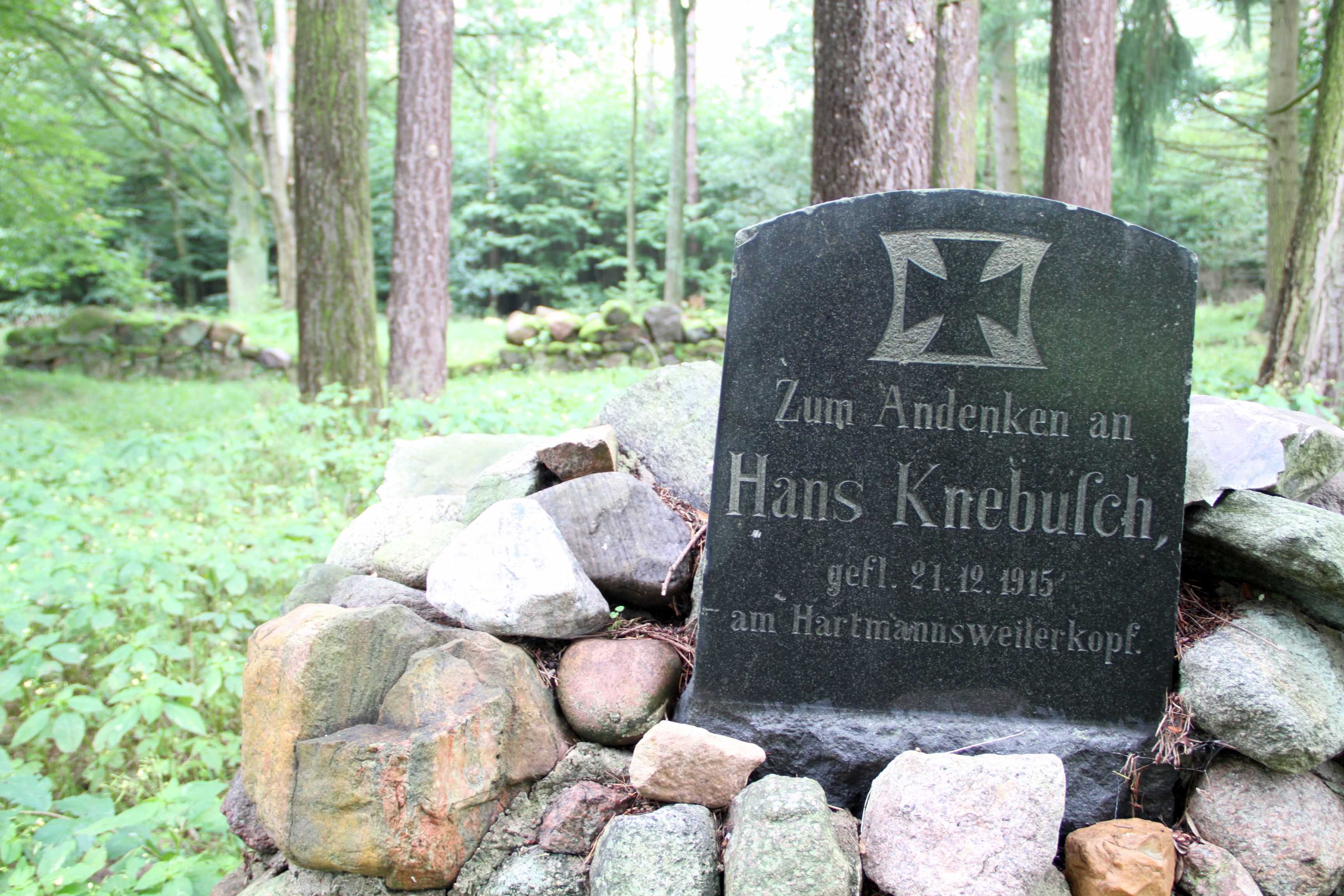
Gedenkstein und Wildscheune (hinten)
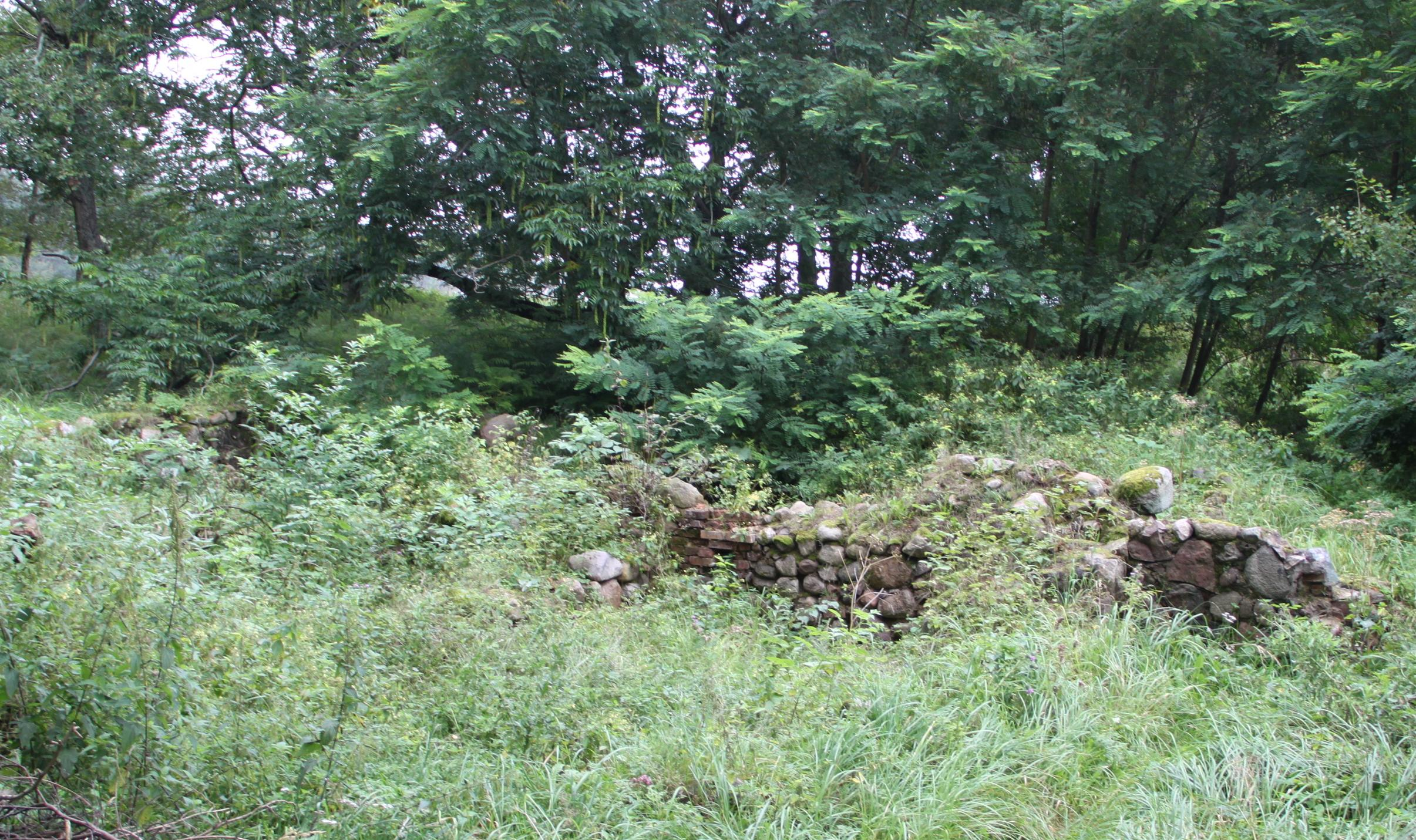
Forsthaus
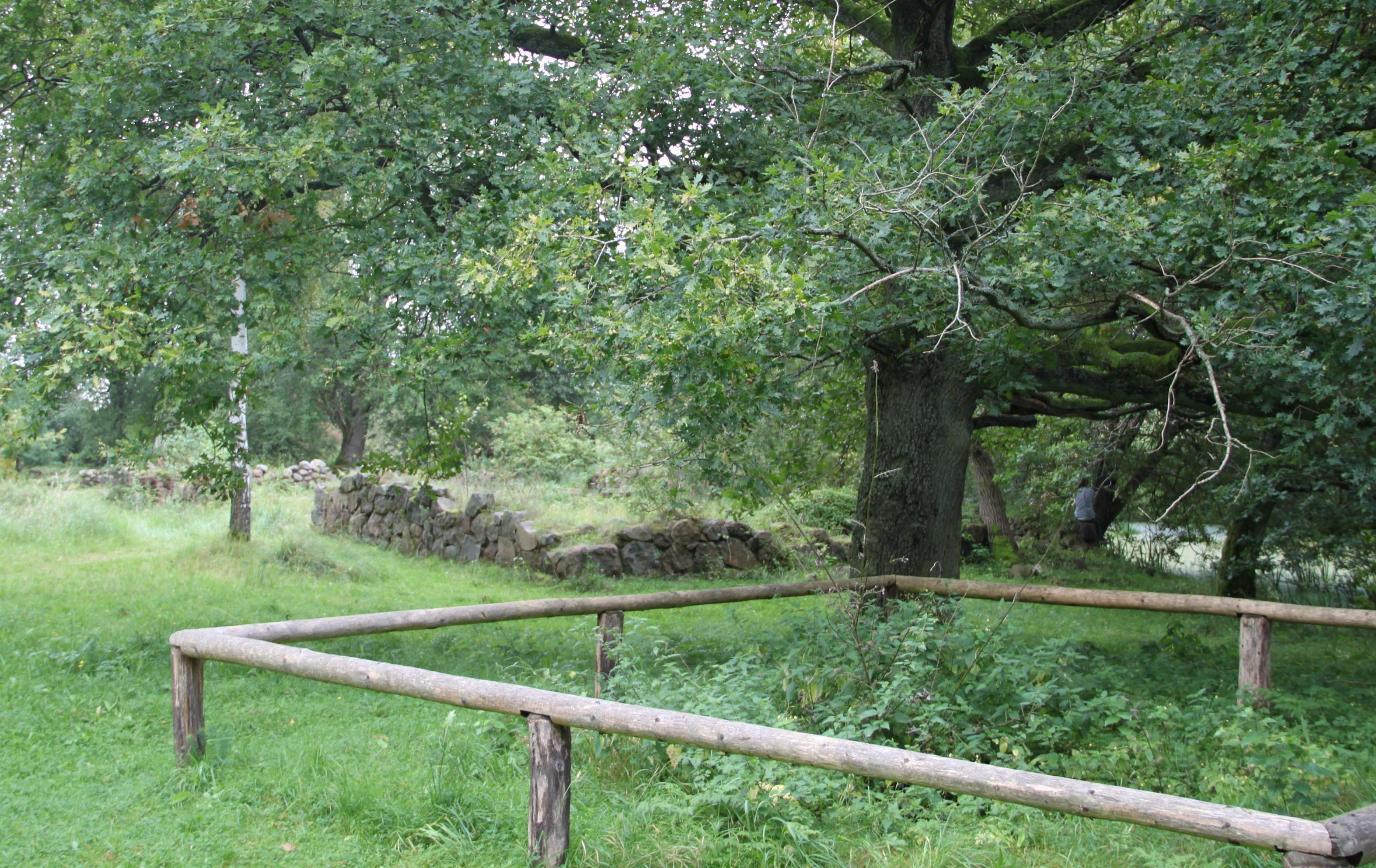
Brunnen und Stallungen
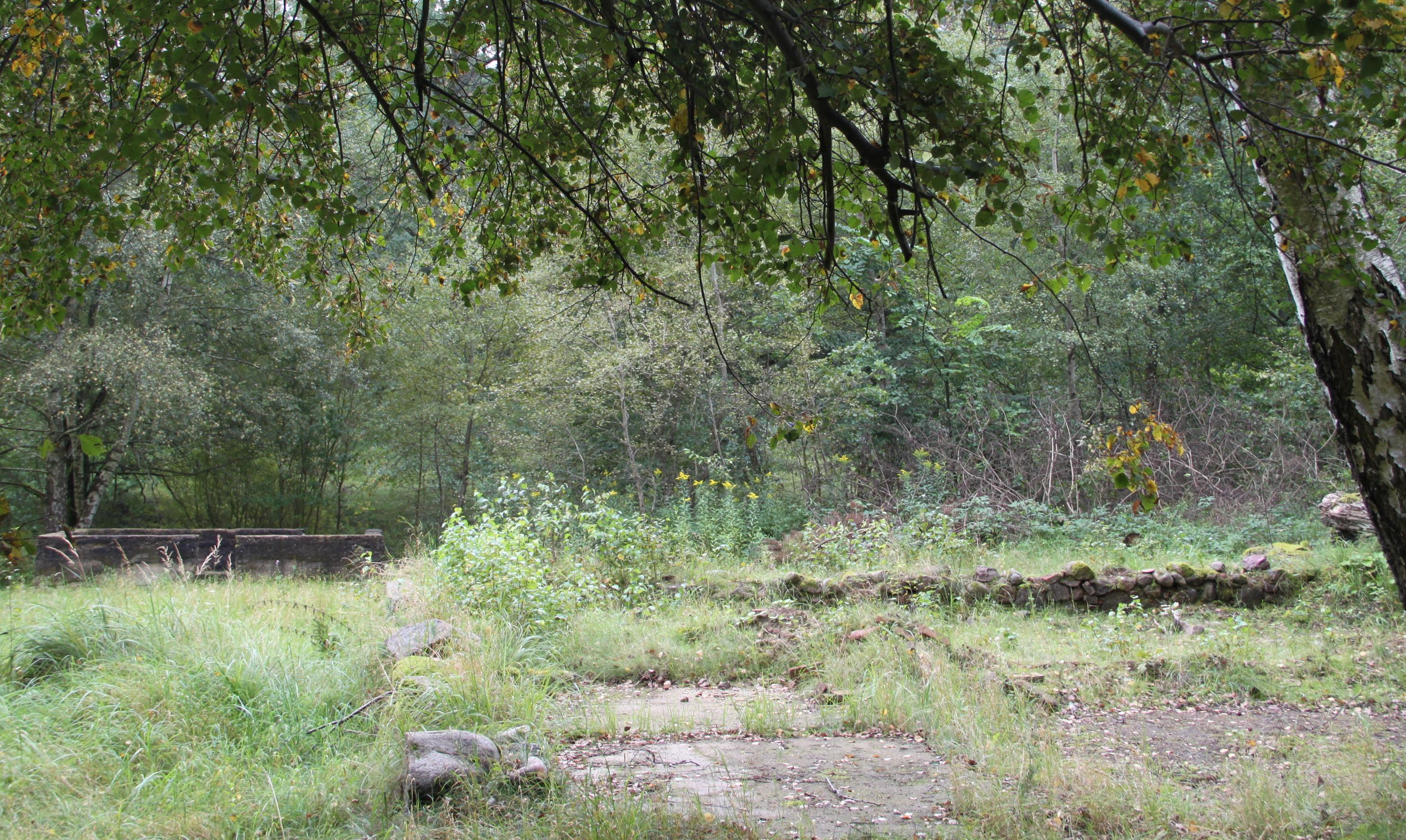
Keller (links) und Wohnhaus